# Germán Anchieri
Germán Anchieri, vollständiger Name Germán Israel Anchieri Pochellu, (* 7. April 1979) ist ein uruguayischer Ruderer.
Anchieri war Teil der uruguayischen Mannschaft, die bei den Südamerikaspielen 2006 in Buenos Aires antrat. Dort gewann er Bronze an der Seite von Rodolfo Collazo, Leandro Salvagno und Emanuel Bouvier, sowie eine weitere Bronzemedaille im Zweier mit Salvagno.
Er nahm 2008 an den in Chile ausgerichteten Südamerikameisterschaften teil und sicherte sich gemeinsam mit Jhonatan Esquivel, Santiago Menese und Andrés Medina die Silbermedaille im Vierer. Bei den Panamerikanischen Spielen 2011 gehörte er ebenfalls dem uruguayischen Team an, startete dort im Vierer an der Seite von Leandro Salvagno, Jhonatan Esquivel und Martín Saldivia und belegte den 5. Rang.
Anchieri wurde mit dem Vierer bei den Südamerikameisterschaften 2012 in Chile Dritter bzw. Vierter. Im Rahmen der Südamerikameisterschaften 2013 in Rio de Janeiro klassierte er im Doppelzweier an der Seite von Emiliano Dumestre auf dem 5. Platz und im uruguayischen Doppelvierer auf dem Bronze-Rang.